# 1901년
1901년은 화요일로 시작하는 평년이며, 이 해는 20세기의 첫 번째 해이다.

## 연호
- 대한제국(大韓帝國) 광무(光武) 5년
- 청(淸) 광서(光緖) 27년
- 일본(日本) 메이지(明治) 34년
- 응우옌 왕조(阮朝) 타인타이(成泰) 13년

## 기년
- 대한제국(大韓帝國) 고종(高宗) 38년
- 청(淸) 덕종 광서제(德宗 光緖帝) 27년
- 응우옌 왕조(阮朝) 성태제(成泰帝) 13년

## 사건
- 1월 1일 -
  - 20세기의 첫날.
  - 오스트레일리아 연방 출범.
- 1월 22일 - 에드워드 7세, 영국 국왕으로 즉위.
- 5월 28일 - 제주도 신축민란의 장두(지도자) 이재수(李在秀), 민군(民軍)을 거느리고 제주성에 입성.
- 9월 6일 - 윌리엄 매킨리 미국 25대 대통령, 무정부주의자에 피살 사건 발생. 9월 14일 사망. 이후 대통령직은 시어도어 루스벨트가 계승함.
- 9월 7일 - 청나라, 의화단 사건 최종의정서에 조인.

## 문화
- 7월 11일 - 마르코니, 무선 통신 대서양 횡단 실험 성공.
- 8월 17일 - 대한제국, 한성전기주식회사, 한양성 내 첫 전등 점등식 거행.
- 8월 20일 - 경부선 기공식 영등포에서 열림.
- 9월 7일 - 고종 황제 탄신 50년 기념 축하 독일인 에케르트가 작곡한 대한제국 국가가 처음으로 연주됨.
- 10월 9일 - 대한제국, 빈민구휼을 위한 혜민원 설치.
- 러셀의 역설

## 탄생

### 1월
- 1월 3일 - 남베트남의 정치인 응오딘지엠. (~1963년)
- 1월 11일 - 대한민국의 독립운동가 권기옥. (~1988년)
- 1월 16일 - 쿠바의 정치인 풀헨시오 바티스타. (~1973년)

### 2월
- 2월 1일
  - 미국의 군인 프랭크 버클스. (~2011년)
  - 미국의 배우 클라크 게이블. (~1960년)
- 2월 2일 - 리투아니아의 바이올리니스트 야샤 하이페츠. (~1987년)
- 2월 19일 - 영국의 군인 출신 여성 최장수인 플로렌스 그린. (~2012년)
- 2월 20일 - 미국의 건축가 루이스 칸. (~1974년)
- 2월 28일 - 미국의 물리화학자 라이너스 폴링. (~1994년)

### 3월
- 3월 1일 - 대한민국의 독립운동가, 최초 여성 비행사 권기옥. (~1988년)
- 3월 4일 - 일본의 기업인 아시하라 요시시게. (~2003년)
- 3월 13일 - 대한민국의 종교지도자 함석헌. (~1989년)
- 3월 19일 - 대한민국의 기업인 설경동. (~1974년)
- 3월 24일 - 미국의 애니메이터 어브 아이웍스. (~1971년)

### 4월
- 4월 5일 - 대한민국의 시인 이상화. (~1943년)
- 4월 29일 - 일본의 124대 천황 쇼와 천황. (~1989년)

### 5월
- 5월 7일 - 미국의 배우 게리 쿠퍼. (~1961년)
- 5월 15일 - 아르헨티나의 축구 선수 루이스 몬티. (~1983년)
- 5월 20일 - 대한민국의 소설가 김말봉. (~1961년)
- 5월 24일 - 우루과아의 전 축구 선수 호세 나사시. (~1968년)

### 6월
- 6월 2일 - 일제강점기의 사회주의 운동가 주세죽. (~1953년)
- 6월 4일 - 중국의 군벌 정치가 장쉐량.
- 6월 6일 - 인도네시아의 초대 대통령 수카르노. (~1970년)
- 6월 18일 - 러시아의 니콜라이 2세의 막내 딸 아나스타샤 로마노바. (~1918년)
- 6월 24일 - 대한민국의 독립운동가 윤세주. (~1942년)

### 7월
- 7월 7일 - 이탈리아의 영화감독 비토리오 데 시카. (~1974년)

### 8월
- 8월 4일 - 미국의 재즈 뮤지션 루이 암스트롱. (~1971년)
- 8월 8일 - 미국의 물리학자 어니스트 로런스. (~1958년)
- 8월 10일 - 칠레의 약사·식물학자 위고 건켈 루어. (~1997년)
- 8월 18일 - 대한민국의 기업인 박인천. (~1984년)

### 9월
- 9월 8일 - 남아프리카의 제 6대 수상 헨드릭 페르부르트. (~1966년)
- 9월 16일 - 프랑스의 피겨스케이팅 선수 앙드레 브뤼네. (~1993년)
- 9월 22일 - 미국의 의학자, 노벨상 수상자 찰스 브렌턴 허긴스. (~1997년)
- 9월 23일 - 체코의 소설가 야로슬라프 사이페르트. (~1986년)
- 9월 25일 - 프랑스의 영화 감독 로베르 브레송. (~1999년)
- 9월 26일
  - 대한민국의 종교인 김재준. (~1987년)
  - 미국의 배우 조지 래프트. (~1980년)
- 9월 27일 - 대한민국의 시인 김동환. (~1958년)
- 9월 29일
  - 이탈리아계 미국의 물리학자 엔리코 페르미. (~1954년)
  - 중화민국의 학자 장치윈. (~1985년)

### 10월
- 10월 15일
  - 대한민국의 기업인, 정치인 신용욱. (~1961년)
  - 대한민국의 정치인 김주영.
- 10월 21일 - 독일의 성직자 게르하르트 폰 라트. (~1971년)
- 10월 23일 - 일제강점기의 독립운동가, 소설가, 시인, 언론인, 영화 배우, 영화 감독, 각본가 심훈. (~1936년)
- 10월 29일 - 대한민국의 시인, 소설가 월탄(月灘) 박종화. (~1981년)

### 11월
- 11월 3일
  - 대한민국의 조각가 김복진. (~1940년)
  - 프랑스의 작가, 정치인 앙드레 말로. (~1976년)
- 11월 4일 - 대한제국의 황족 이방자. (~1989년)
- 11월 17일 - 미국의 배우 리 스트래스버그. (~1982년)
- 11월 22일
  - 스페인의 작곡가 호아킨 로드리고. (~1999년)
  - 대한민국의 독립운동가 박철준. (~1941년)

### 12월
- 12월 2일 - 우루과이의 축구 선수 호세 레안드로 안드라데. (~1957년)
- 12월 5일
  - 독일의 물리학자 베르너 하이젠베르크. (~1976년)
  - 미국만화제작자 월트 디즈니. (~1966년)
- 12월 10일 - 일본의 야구 선수 하마자키 신지. (~1981년)
- 12월 16일
  - 소련의 군인 니콜라이 바투틴. (~1944년)
  - 대한민국의 기업인, 정치인 신용욱. (~1961년)
- 12월 20일 - 대한민국의 문학평론가 박영희. (~1950년)
- 12월 27일 - 독일의 배우 마를레네 디트리히. (~1992년)

### 미상
- 대한민국 최초의 민간인 비행사 안창남. (~1930년)

## 사망

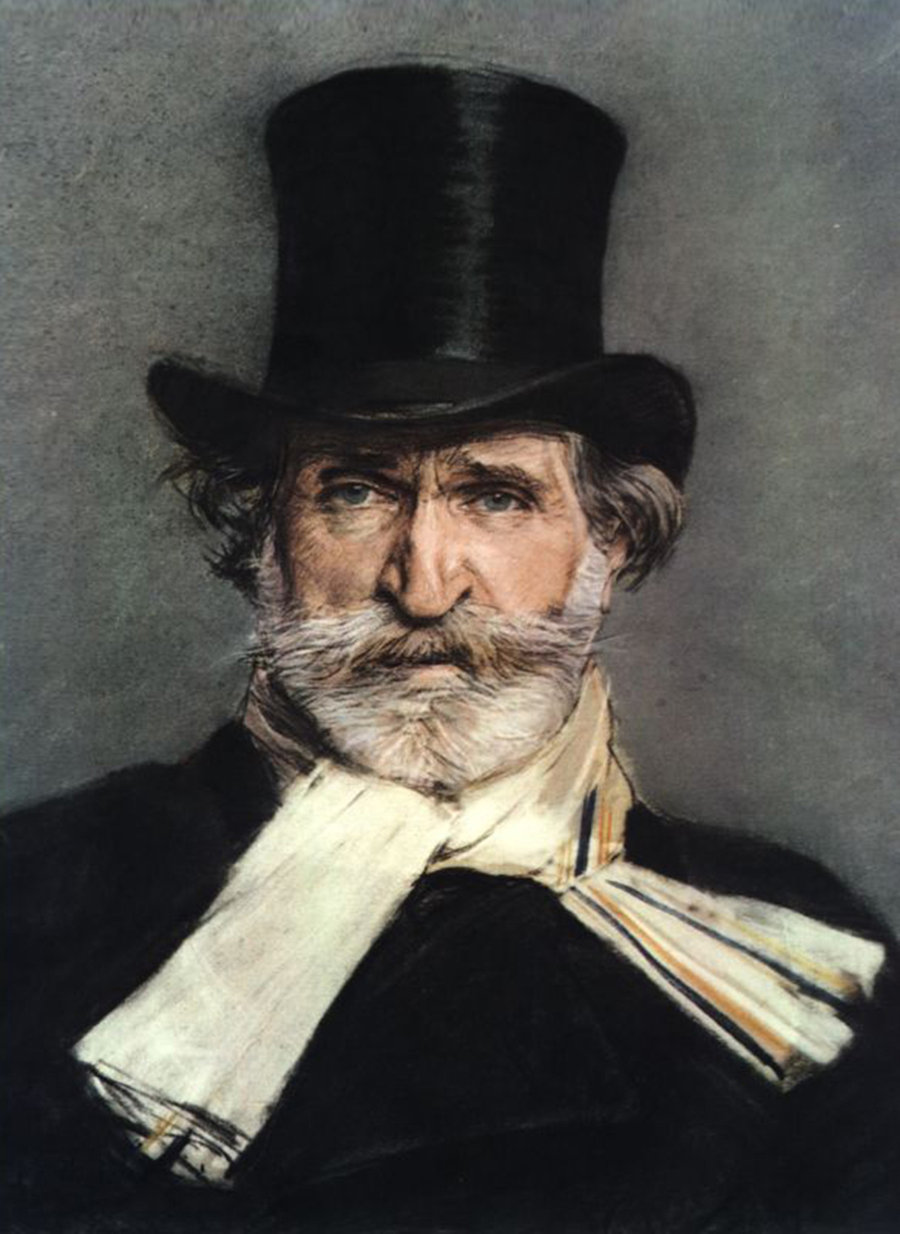
주세페 베르디

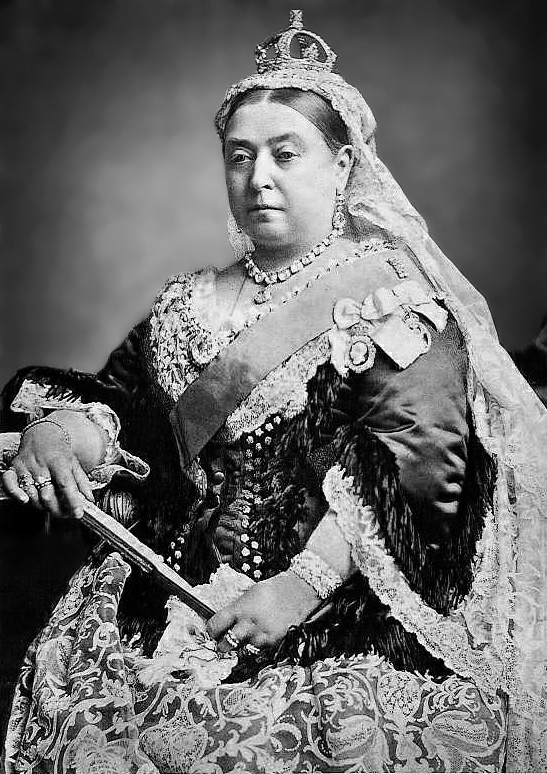
빅토리아

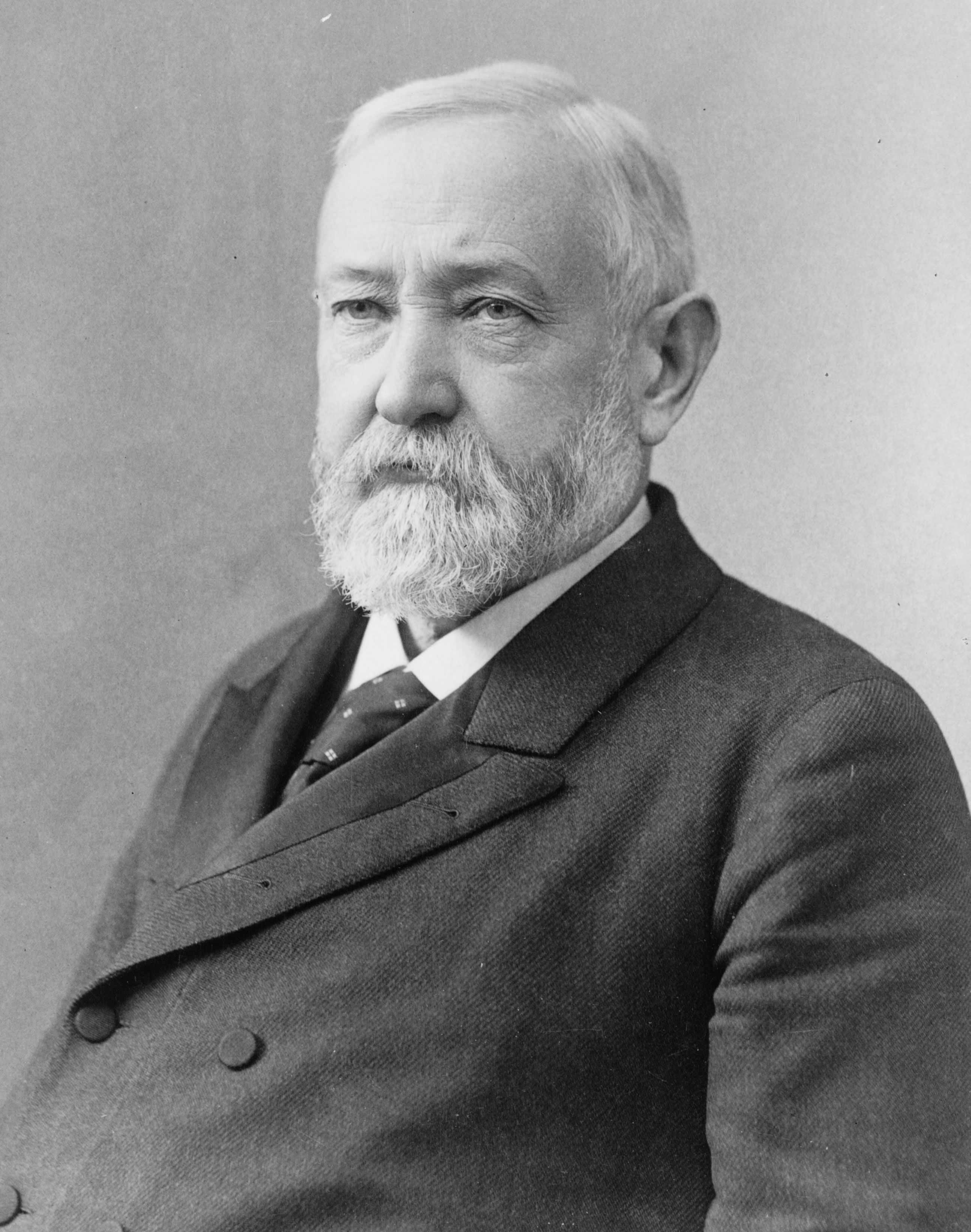
벤저민 해리슨

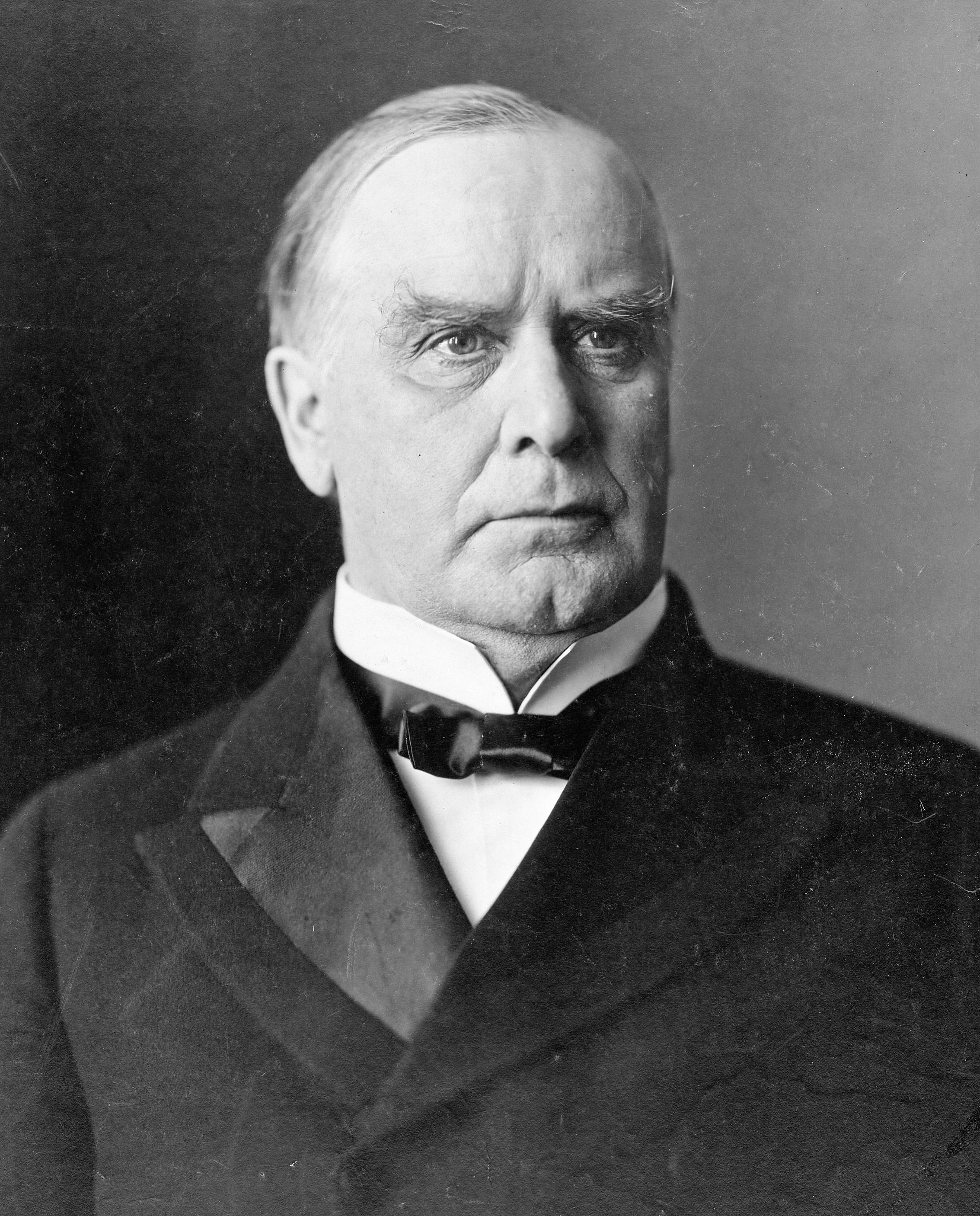
윌리엄 매킨리

- 1월 21일 - 미국의 발명가 일라이셔 그레이. (1835년~)
- 1월 27일 - 이탈리아의 작곡가 주세페 베르디. (1813년~)
- 1월 22일 - 영국의 여왕 빅토리아. (1819년~)
- 2월 3일 - 일본의 계몽사상가 후쿠자와 유키치. (1835년~)
- 3월 13일 - 미국의 제23대 대통령 벤저민 해리슨. (1833년~)
- 9월 9일 - 프랑스의 화가 앙리 드 툴루즈 로트렉. (1864년~)
- 9월 14일 - 미국의 제25대 대통령 윌리엄 매킨리. (1843년~)
- 11월 7일 - 청나라의 관료 이홍장. (1823년~)

## 노벨상
- 물리학상 - 빌헬름 뢴트겐(독일).
- 화학상 - 야코뷔스 헨드리퀴스 판트호프(네덜란드).
- 생리학·의학상 - 에밀 폰 베링(독일).
- 문학상 - 쉴리 프뤼돔(프랑스).
- 평화상 - 장 앙리 뒤낭(스위스), 프레데리크 파시(프랑스) 공동수상.

## 달력
| 1월 |    |    |    |    |    |    |
| 일  | 월 | 화 | 수 | 목 | 금 | 토 |
|     |    | 1  | 2  | 3  | 4  | 5  |
| 6   | 7  | 8  | 9  | 10 | 11 | 12 |
| 13  | 14 | 15 | 16 | 17 | 18 | 19 |
| 20  | 21 | 22 | 23 | 24 | 25 | 26 |
| 27  | 28 | 29 | 30 | 31 |    |    |

| 2월 |    |    |    |    |    |    |
| 일  | 월 | 화 | 수 | 목 | 금 | 토 |
|     |    |    |    |    | 1  | 2  |
| 3   | 4  | 5  | 6  | 7  | 8  | 9  |
| 10  | 11 | 12 | 13 | 14 | 15 | 16 |
| 17  | 18 | 19 | 20 | 21 | 22 | 23 |
| 24  | 25 | 26 | 27 | 28 |    |    |

| 3월 |    |    |    |    |    |    |
| 일  | 월 | 화 | 수 | 목 | 금 | 토 |
|     |    |    |    |    | 1  | 2  |
| 3   | 4  | 5  | 6  | 7  | 8  | 9  |
| 10  | 11 | 12 | 13 | 14 | 15 | 16 |
| 17  | 18 | 19 | 20 | 21 | 22 | 23 |
| 24  | 25 | 26 | 27 | 28 | 29 | 30 |
| 31  |    |    |    |    |    |    |

| 4월 |    |    |    |    |    |    |
| 일  | 월 | 화 | 수 | 목 | 금 | 토 |
|     | 1  | 2  | 3  | 4  | 5  | 6  |
| 7   | 8  | 9  | 10 | 11 | 12 | 13 |
| 14  | 15 | 16 | 17 | 18 | 19 | 20 |
| 21  | 22 | 23 | 24 | 25 | 26 | 27 |
| 28  | 29 | 30 |    |    |    |    |

| 5월 |    |    |    |    |    |    |
| 일  | 월 | 화 | 수 | 목 | 금 | 토 |
|     |    |    | 1  | 2  | 3  | 4  |
| 5   | 6  | 7  | 8  | 9  | 10 | 11 |
| 12  | 13 | 14 | 15 | 16 | 17 | 18 |
| 19  | 20 | 21 | 22 | 23 | 24 | 25 |
| 26  | 27 | 28 | 29 | 30 | 31 |    |

| 6월 |    |    |    |    |    |    |
| 일  | 월 | 화 | 수 | 목 | 금 | 토 |
|     |    |    |    |    |    | 1  |
| 2   | 3  | 4  | 5  | 6  | 7  | 8  |
| 9   | 10 | 11 | 12 | 13 | 14 | 15 |
| 16  | 17 | 18 | 19 | 20 | 21 | 22 |
| 23  | 24 | 25 | 26 | 27 | 28 | 29 |
| 30  |    |    |    |    |    |    |

| 7월 |    |    |    |    |    |    |
| 일  | 월 | 화 | 수 | 목 | 금 | 토 |
|     | 1  | 2  | 3  | 4  | 5  | 6  |
| 7   | 8  | 9  | 10 | 11 | 12 | 13 |
| 14  | 15 | 16 | 17 | 18 | 19 | 20 |
| 21  | 22 | 23 | 24 | 25 | 26 | 27 |
| 28  | 29 | 30 | 31 |    |    |    |

| 8월 |    |    |    |    |    |    |
| 일  | 월 | 화 | 수 | 목 | 금 | 토 |
|     |    |    |    | 1  | 2  | 3  |
| 4   | 5  | 6  | 7  | 8  | 9  | 10 |
| 11  | 12 | 13 | 14 | 15 | 16 | 17 |
| 18  | 19 | 20 | 21 | 22 | 23 | 24 |
| 25  | 26 | 27 | 28 | 29 | 30 | 31 |

| 9월 |    |    |    |    |    |    |
| 일  | 월 | 화 | 수 | 목 | 금 | 토 |
| 1   | 2  | 3  | 4  | 5  | 6  | 7  |
| 8   | 9  | 10 | 11 | 12 | 13 | 14 |
| 15  | 16 | 17 | 18 | 19 | 20 | 21 |
| 22  | 23 | 24 | 25 | 26 | 27 | 28 |
| 29  | 30 |    |    |    |    |    |

| 10월 |    |    |    |    |    |    |
| 일   | 월 | 화 | 수 | 목 | 금 | 토 |
|      |    | 1  | 2  | 3  | 4  | 5  |
| 6    | 7  | 8  | 9  | 10 | 11 | 12 |
| 13   | 14 | 15 | 16 | 17 | 18 | 19 |
| 20   | 21 | 22 | 23 | 24 | 25 | 26 |
| 27   | 28 | 29 | 30 | 31 |    |    |

| 11월 |    |    |    |    |    |    |
| 일   | 월 | 화 | 수 | 목 | 금 | 토 |
|      |    |    |    |    | 1  | 2  |
| 3    | 4  | 5  | 6  | 7  | 8  | 9  |
| 10   | 11 | 12 | 13 | 14 | 15 | 16 |
| 17   | 18 | 19 | 20 | 21 | 22 | 23 |
| 24   | 25 | 26 | 27 | 28 | 29 | 30 |

| 12월 |    |    |    |    |    |    |
| 일   | 월 | 화 | 수 | 목 | 금 | 토 |
| 1    | 2  | 3  | 4  | 5  | 6  | 7  |
| 8    | 9  | 10 | 11 | 12 | 13 | 14 |
| 15   | 16 | 17 | 18 | 19 | 20 | 21 |
| 22   | 23 | 24 | 25 | 26 | 27 | 28 |
| 29   | 30 | 31 |    |    |    |    |

### 음양력 대조 일람
| 음력월 | 월건 | 대소 | 음력 1일의 양력 월일 | 음력 1일 간지 |
| ------ | ---- | ---- | -------------------- | ------------- |
| 1월    | 경인 | 소   | 2월 19일             | 무진          |
| 2월    | 신묘 | 대   | 3월 20일             | 정유          |
| 3월    | 임진 | 소   | 4월 19일             | 정묘          |
| 4월    | 계사 | 소   | 5월 18일             | 병신          |
| 5월    | 갑오 | 대   | 6월 16일             | 을축          |
| 6월    | 을미 | 소   | 7월 16일             | 을미          |
| 7월    | 병신 | 대   | 8월 14일             | 갑자          |
| 8월    | 정유 | 소   | 9월 13일             | 갑오          |
| 9월    | 무술 | 대   | 10월 12일            | 계해          |
| 10월   | 기해 | 대   | 11월 11일            | 계사          |
| 11월   | 경자 | 대   | 12월 11일            | 계해          |
| 12월   | 신축 | 소   | 1902년 1월 10일      | 계사          |